# Trinity de Dallas
Le Trinity de Dallas (officiellement en anglais : Dallas Trinity) est une franchise féminine de soccer américaine basée à Dallas. Elle évolue en USL Super League.

## Histoire
La franchise, fondée en 2023 et nommée Trinity du nom du fleuve qui traverse Dallas, élit domicile au Cotton Bowl, un stade de plus de 90 000 places, le plus grand du championnat. Elle fait partie des huit franchises fondatrices de la USL Super League. Amber Brooks devient la première joueuse à signer pour le club. L'équipe s'appuie sur une moitié de joueuses originaires de la métropole de Dallas-Fort Worth. Elle compte notamment dans ses rangs l'internationale anglaise Chioma Ubogagu, l'internationale costaricaine Gaby Guillén ou encore l'Américaine Allie Thornton passée par Le Havre et Issy,.
Le Trinity dispute son premier match le 18 août 2024 sur le terrain du Tampa Bay Sun. Hannah Davison inscrit le premier but de l'histoire de la franchise, qui décroche le match nul en Floride (1-1).